# Pfarrkirche Heiligenloh
Die evangelische Pfarrkirche Heiligenloh in Twistringen, Ortsteil Heiligenloh, Am Pfarrgarten 5, im Sprengel Osnabrück und Kirchenkreis Syke-Hoya, wurde im 13. Jahrhundert gebaut.
Das Gebäude steht unter Denkmalschutz (Siehe auch Liste der Baudenkmale in Twistringen).

## Geschichte
Die evangelische St.-Marien-Kirchengemeinde Heiligenloh-Colnrade besitzt nach der Fusion der Kirchengemeinden Heiligenloh und Colnrade von 2012 zwei sehenswerte Kirchen. Beide Kirchen entstanden im 12. bzw. 13. Jahrhundert.
Kirche: Die einschiffige verputzte frühgotische Saalkirche in Heiligenloh mit drei Jochen im Langhaus, mit einem Satteldach und dem Kreuzrippengewölbe soll um 1270 gebaut worden sein (nicht gesichertes Datum).
1858 (oder 1896, verschiedene Quellen) fanden umfangreiche Sanierungen statt. Der Chor mit der eingerückten 3/8-Apsis aus außen unverputztem Backstein im Blockverband und den segmentbogigen Fenstern wurde nach Plänen des Konsistorialbaumeisters Conrad Wilhelm Hase aus Hannover neu angebaut. Acht Pfeiler stützten nun die ausbauchenden Seitenwände des Langhauses. Zudem entstand die Sakristei.
Die 2003 freigelegten Gewölbemalereien als Fresken sind aus der Spätgotik (ca. 1350 bis 1500) und zeigen Jesus, Maria und vermutlich den Jünger Johannes.
Turm: Der wuchtige 34 Meter hohe rechteckige Westturm (von 1720?) hat einen spitzen achteckigen Turmhelm von 1858 mit Kugel und Wetterhahn als Bekrönung sowie eine Kirchturmuhr. 1905 verbrannten durch einen Blitz u. a. Teile vom Glockenstuhl. Die Sanierung leitete der Hase-Schüler Friedrich Jacob.
Ausstattung: Die Empore stammt von 1838/40. Die schlichte Kanzel hat kein Schalldach mehr. Ihre Farbigkeit wurde 2012 entdeckt und freigelegt.
Der Taufstein wurde 1838 entwendet, war dann eine Viehtränke, wurde wiedergefunden und 1953 wieder aufgestellt. Die Kuppa des Taufbeckens, das aus der zweiten Hälfte des 13. Jahrhunderts stammt, ist mit einem Weinblattfries geschmückt.
Orgel auf der Westempore von Eduard Meyer wurde 1840 erbaut, 2010 originalgetreu restauriert.
Glocken: Zwei der drei alten Glocken schmolzen beim Turmbrand von 1905 und wurden durch neue Glocken ersetzt. Eine dieser Glocken musste um 1925 ersetzt werden durch eine Bronzeglocke. Auf der Rasenfläche bei der Kirche steht eine der Glocken.

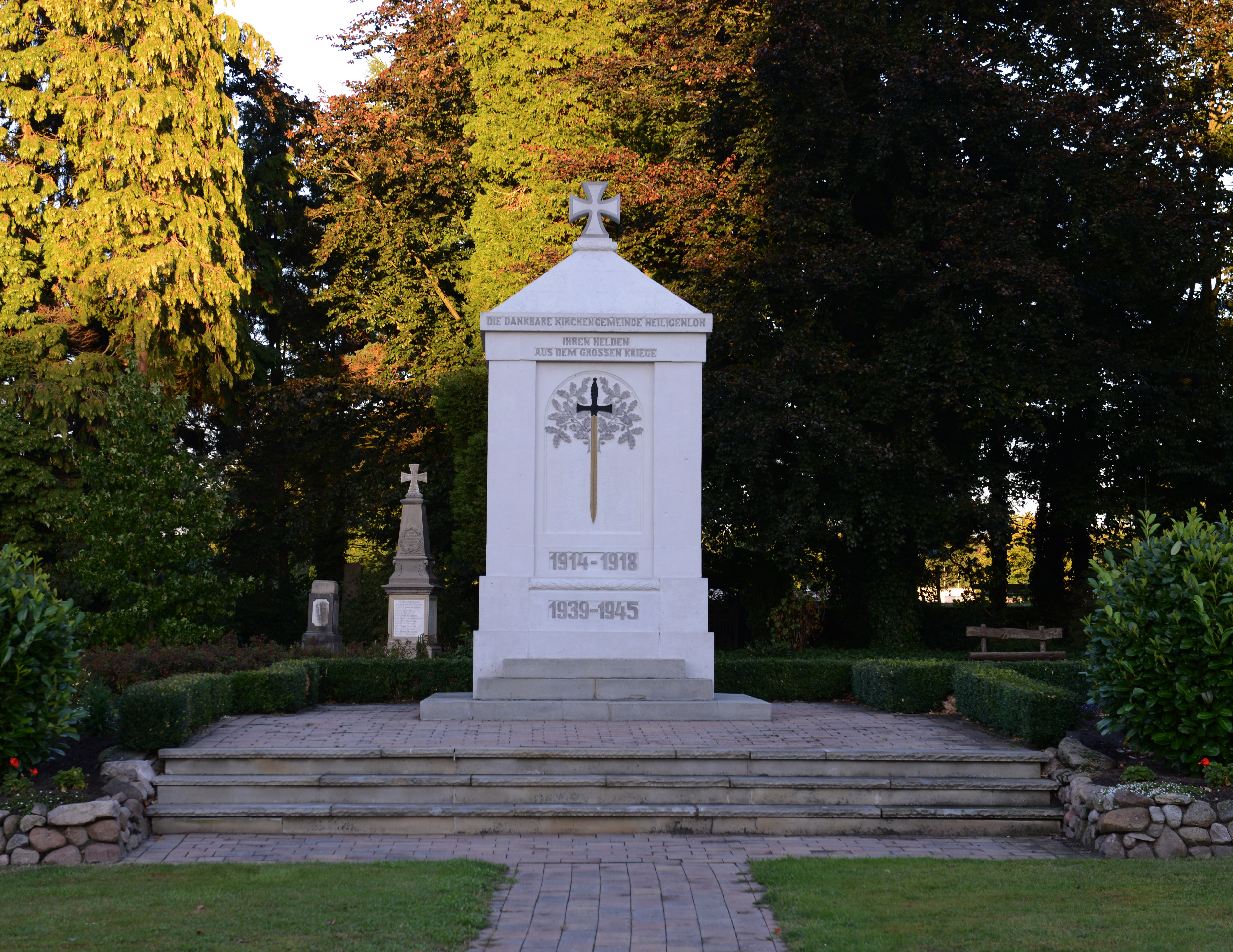
Ehrenmale

Ehrenmal: Bei der Kirche stehen erhöht auch zwei schlichte Ehrenmale für die Gefallenen des Deutsch-Französischen Krieges von 1870/71 und der beiden Weltkriege.
Hinweis: In Colnrade steht die St.-Marien-Kirche vom 12. Jh. als Saalkirche; weiteres sie dort.